# Diastopora dichotoma
Diastopora dichotoma är en mossdjursart som först beskrevs av d'Orbigny 1842.  Diastopora dichotoma ingår i släktet Diastopora och familjen Diastoporidae. Inga underarter finns listade i Catalogue of Life.